# Schachtgraf

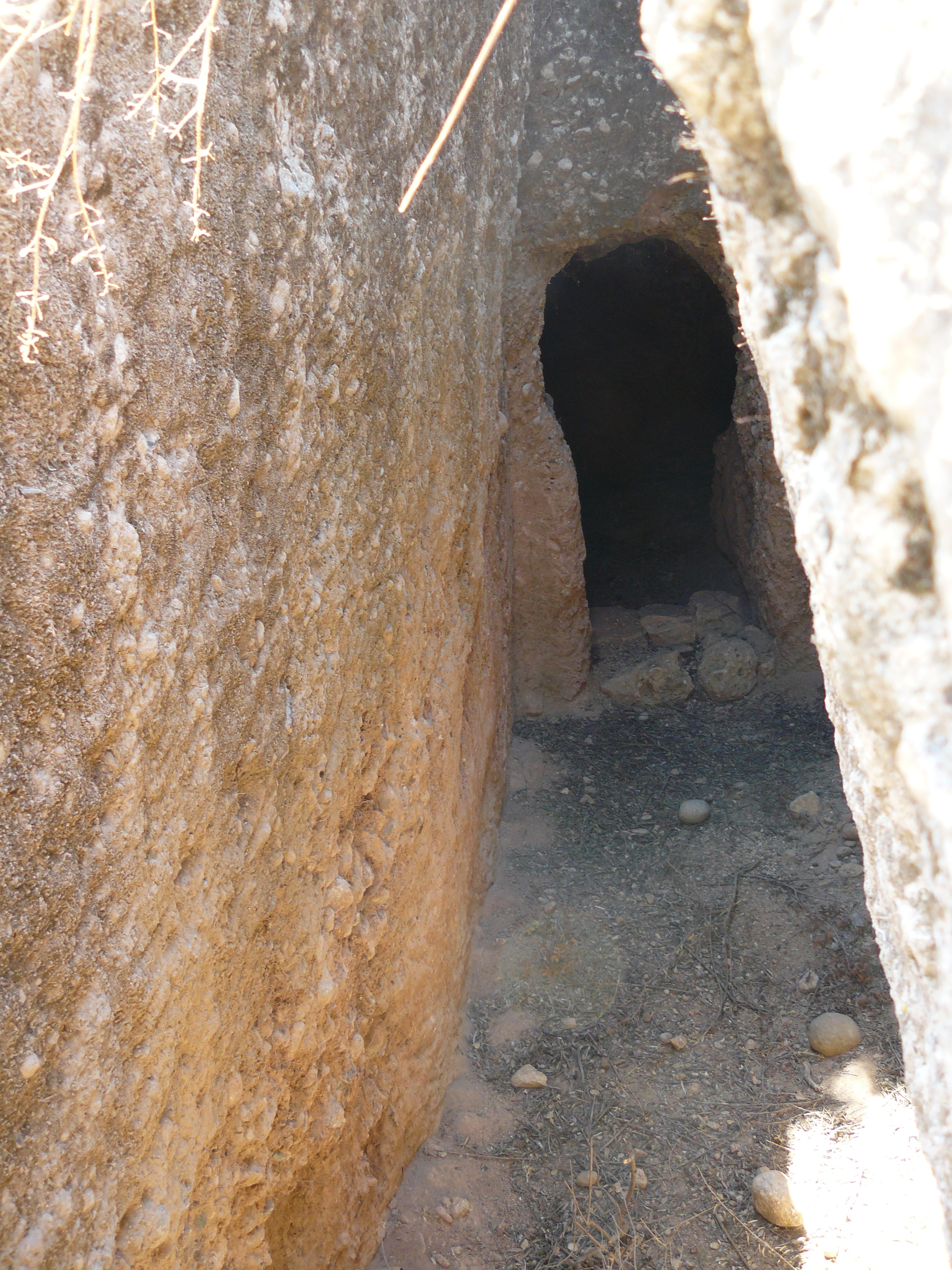
Myceens schachtgraf

Met het begrip schachtgraf worden twee typen graven bedoeld.
In de oudheid betreft het een, meest kunstmatig, in de rotsen aangelegde schacht, zoals bij meerdere vroege culturen gebruikelijk. Deze schachtgraven werden meest als grotten aangelegd en met stenen verzegeld of anderszins ontoegankelijk gemaakt. Vooral de Myceense beschaving staat bekend om haar schachtgraven, vaak voorzien van een dromos.
Ook wordt de term gebruikt voor een in de grond uitgegraven rechthoekig graf dat kan worden hergebruikt. Bodem en wanden zijn vaak met steen bekleed. Het graf is dieper dan een steenkist en wordt meest voor meerdere begravingen gebruikt.  Vanaf de middeleeuwen is dit soort schachtgraf het meest voorkomende. Dergelijke graven zijn meestal gehuurd of gepacht voor meerdere jaren. Na afloop van het contract wordt het geruimd en opnieuw verhuurd of verpacht.